# Élections législatives de 1951 dans les Deux-Sèvres
Les élections législatives françaises de 1951 se tiennent le 17 juin. Ce sont les deuxièmes élections législatives de la Quatrième République.

## Mode de scrutin
Représentation proportionnelle plurinominale suivant la méthode du plus fort reste dans 103 circonscriptions, conformément à la loi des apparentements : les listes qui se sont « apparentées » avant l'élection remportent tous les sièges de la circonscription si leurs voix ajoutées obtiennent la majorité absolue des suffrages exprimés. Il y a 629 sièges à pourvoir.
Le vote préférentiel est admis. 
Dans le département des Deux-Sèvres, quatre députés sont à élire.

## Candidats

### Liste du Rassemblement du peuple français
| N° | Candidats | Candidats                  | Parti | Principales fonctions                                                                                     |
| -- | --------- | -------------------------- | ----- | --- |
| 01 |           | Pierre Lebon               | RPF   | Administrateur de l'ENA, Rosette de la Résistance, ancien membre de l'Assemblée constitutive provisoire   |
| 02 |           | Henri Leschallier de Lisle | RPF   | Propriétaire du Château de La Roche, exploitant agricole, maire de Cerizay                                |
| 03 |           | Joseph Ancelin             | RPF   | Avocat au barreau des Deux-Sèvres, Niort                                                                  |
| 04 |           | Pierre Suire               | RPF   | Chirurgien de l'hôpital de Niort, conseiller général du premier canton de Niort, Rosette de la Résistance |

### Liste socialiste SFIO
| N° | Candidats | Candidats       | Parti | Principales fonctions                                                 |
| -- | --------- | --------------- | ----- | --------------------------------------------------------------------- |
| 01 |           | Émile Bèche     | SFIO  | Instituteur, ancien maire de Niort, ancien résistant, député sortant  |
| 02 |           | Robert Bigot    | SFIO  | Bâtonnier de l'ordre des avocats, maire de Parthenay                  |
| 03 |           | Louis Doignon   | SFIO  | Haut fonctionnaire, Médaille de la Résistance, maire de Chef-Boutonne |
| 04 |           | André Chauvenet | SFIO  | Médecin à Thouars                                                     |

### Liste d'action sociale et paysanne présentée par le Mouvement républicain populaire et les républicains démocrates
| N° | Candidats | Candidats              | Parti | Principales fonctions                    |
| -- | --------- | ---------------------- | ----- | ---------------------------------------- |
| 01 |           | André-François Mercier | MRP   | Député sortant, ancien résistant         |
| 02 |           | Gaston Quintard        | MRP   | Cultivateur exploitant, maire de Périgné |
| 03 |           | Paul David             | MRP   | Commerçant à Courlay                     |
| 04 |           | Jean-Louis Houdet      | MRP   | Professeur de lettres à Parthenay        |

### Liste d'union des indépendants, des paysans et des républicains nationaux
| N° | Candidats | Candidats                | Parti | Principales fonctions                                                                      |
| -- | --------- | ------------------------ | ----- | ------------------------------------------------------------------------------------------ |
| 01 |           | Jean Salliard du Rivault | CNIP  | Conseiller général du canton de Cerizay, maire de La Forêt-sur-Sèvre                       |
| 02 |           | André Pineau             | CNIP  | Conseiller général du canton de Mazières-en-Gâtine, maire de Soutiers, exploitant agricole |
| 03 |           | Joseph Boinot            | CNIP  | Conseiller municipal de Niort, ancien déporté politique                                    |
| 04 |           | Pierre Cantet            | CNIP  | Maire d'Allonne, exploitant agricole                                                       |

### Liste d'union résistante et antifasciste présentée par le Parti communiste français
| N° | Candidats | Candidats            | Parti | Principales fonctions                                                                |
| -- | --------- | -------------------- | ----- | ------------------------------------------------------------------------------------ |
| 01 |           | Gabriel Citerne      | PCF   | Député sortant, marchand forain, ancien résistant FTP, conseiller municipal de Niort |
| 02 |           | François Goutefangea | PCF   | Cultivateur à Saint-Christophe-sur-Roc                                               |
| 03 |           | Germaine Clopeau     | PCF   | Institutrice à Mauzé-sur-le-Mignon, conseillère municipale de Niort                  |
| 04 |           | Albert Revaireau     | PCF   | Ancien menuisier, Thouars                                                            |

### Liste paysanne républicaine de défense des masses laborieuses
| N° | Candidats | Candidats             | Parti    | Principales fonctions                                                             |
| -- | --------- | --------------------- | -------- | --------------------------------------------------------------------------------- |
| 01 |           | Gustave Sicot         | DVG      | Cultivateur, Président du syndicat départemental des exploitants agricoles, Niort |
| 02 |           | Emile Georges Doublée | DVG      | Cultivateur, Bouillé-Saint-Paul                                                   |
| 03 |           | Raymond Fraigneau     | DVG      | Cultivateur                                                                       |
| 04 |           | Emile Aumonnier       | Rad.ind. | Cultivateur, maire de Romans                                                      |

### Liste radicale - Rassemblement des gauches républicaines
| N° | Candidats | Candidats         | Parti   | Principales fonctions                     |
| -- | --------- | ----------------- | ------- | ----------------------------------------- |
| 01 |           | Louis Granger     | Radical | Avocat, Niort                             |
| 02 |           | Lucien Rédien     | RGR     | Agriculteur, adjoint au maire de Cherveux |
| 03 |           | Roger Charbonneau | Radical | Professeur                                |
| 04 |           | Pierre Lhermitte  | RGR     | Industriel                                |

## Élus
| Député sortant         | Parti | Parti | Député élu ou réélu      | Parti | Parti |
| ---------------------- | ----- | ----- | ------------------------ | ----- | ----- |
| Gabriel Citerne        |       | PCF   | Pierre Lebon             |       | RPF   |
| Émile Bèche            |       | SFIO  | Émile Bèche              |       | SFIO  |
| André-François Mercier |       | MRP   | André-François Mercier   |       | MRP   |
| Clovis Macouin         |       | CNIP  | Jean Salliard du Rivault |       | CNIP  |

## Résultats

### Résultats à l'échelle du département
- Les listes du MRP, du CNIP et Rad-RGR se sont apparentées.
- Les voix cumulées de l'apparentement représentant moins de 50% des exprimés, les sièges sont répartis à la proportionnelle entre tous les partis.
- Le score de l'apparentement est considéré comme celui d'une liste pour la répartition générale, ensuite la répartition interne des sièges entre apparentées se fait également à la proportionnelle.

| Parti    | Parti         | Tête de liste            | Résultats | Résultats | Sièges |  |
| Parti    | Parti         | Tête de liste            | Voix      | %         |        |  |
| -------- | ------------- | ------------------------ | --------- | --------- | ------ |  |
|          | RPF           | Pierre Lebon             | 32 965    | 22,01     | 1      |  |
|          | SFIO          | Émile Bèche              | 30 462    | 20,34     | 1      |  |
|          | MRP *         | André-François Mercier   | 24 834    | 16,58     | 1      |  |
|          | CNIP *        | Jean Salliard du Rivault | 22 176    | 14,81     | 1      |  |
|          | PCF           | Gabriel Citerne          | 20 550    | 13,72     | 0      |  |
|          | Divers gauche | Gustave Sicot            | 9 701     | 6,48      | 0      |  |
|          | Rad-RGR *     | Louis Granger            | 8 119     | 5,42      | 0      |  |
|          |               |                          |           |           |        |  |
| Inscrits | Inscrits      | Inscrits                 | 196 033   | 100,00    | 4      |  |
| Votants  | Votants       | Votants                  | 154 252   | 78,69     |        |  |
| Exprimés | Exprimés      | Exprimés                 | 149 762   | 97,10     |        |  |